# Mingus at the Bohemia
Mingus at the Bohemia è un album jazz di Charles Mingus pubblicato nel 1955 dalla Debut Records.

## Descrizione
(Mal Waldron)
L'album costituisce l'esordio discografico di Charles Mingus e già da questa opera si intravedono i connotati del lavoro di questo contrabbassista e band leader, che nel tempo e nelle realizzazioni successive farà coesistere, nelle proprie incisioni, elementi stilistici di varia provenienza, non solo di carattere prettamente jazzistico.
Oltre al pianista Mal Waldron, già famoso a quel tempo e autore delle note di copertina, nell'album compare in un brano il celebre batterista Max Roach.
L'album è stato rimasterizzato e pubblicato in CD nel 1990, con l'aggiunta della versione alternativa di due brani.

## Tracce
1. Jump Monk (C. Mingus) – 6:54
2. Serenade in Blue (Gordon-Warren) – 5:57
3. Percussion Discussion (M. Roach) – 8:25
4. Work Song (C. Mingus) – 6:12
5. Septemberly (Dubin-Warren) - 6:52
6. All the Things You Are (Kern-Hammerstein) - 6:46
7. Jump Monk (alternate take)* (C. Mingus) - 11:38
8. All the Things You Are (alternate take)* (Kern-Hammerstein) - 9:50

* tracce presenti nella versione CD

## Formazione
- Charles Mingus – basso
- Eddie Bert – trombone
- George Barrow – sax tenore
- Mal Waldron – pianoforte
- Willie Jones – batteria
- Max Roach - batteria (in Percussion Discussion)